# Hermanfrid Schubart
Hermanfrid Schubart (* 1. Dezember 1930 in Kassel) ist ein deutscher Prähistoriker.
Schubart studierte an den Universitäten Greifswald und Leipzig, wo er 1953 das Studium der Vor- und Frühgeschichte abschloss. In Greifswald promovierte er 1955 mit einer Dissertation über die Frühe Bronzezeit in Mecklenburg. 1959 verließ er die DDR und arbeitete seitdem bis 1994 am Deutschen Archäologischen Institut Madrid, dessen Zweiter Direktor er 1967 wurde. 1971 habilitierte er sich an der LMU München und wurde 1986 zum außerplanmäßigen Professor ernannt. Von 1981 bis 1994 war er Direktor des DAI Madrid.
Schubarts hervorragende Ausbildung auf dem Gebiet der archäologischen Ausgrabung, die er während seiner Berufsjahre in Zusammenarbeit mit seinen Co-Direktoren ständig weiter verfeinerte, erlaubte eine hohe Präzision der Dokumentation, von der Aufnahme der Beobachtungen während der Grabung bis hin zur Darstellung in einer Publikation. Damit war er auf der Iberischen Halbinsel schulbildend, denn zahlreiche Prähistoriker, die als Studenten an seinen Grabungen teilgenommen hatten, setzten die dort gelernten Methoden später auf eigenen Grabungen um.

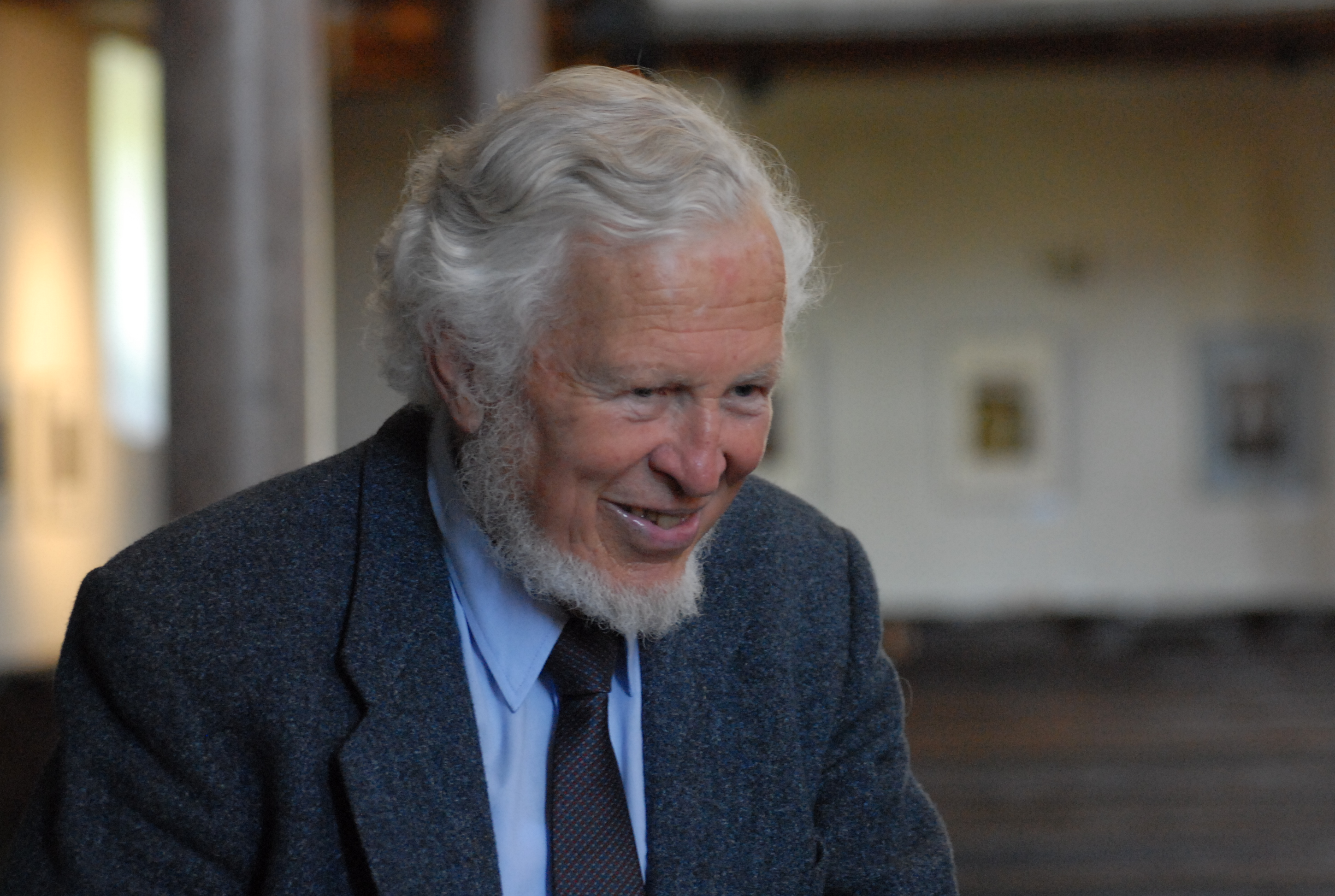
Hermanfrid Schubart im Mai 2008 in Regensburg

## Leben

### Kindheit und Jugend
Hermanfrid Schubart ist der zweite Sohn des evangelischen Pastors Christoph Schubart und seiner Frau Ilse, geb. Defoy. Sein älterer Bruder, Joachim Schubart (Prof. em. Universität Heidelberg), ist Astronom. Seit seinem fünften Lebensjahr verbrachte Hermanfrid Schubart seine Kindheit und Jugend in Bad Doberan (Mecklenburg) in der Nähe der Ostsee zwischen den Städten Wismar und Rostock in einer an Bodendenkmälern (Megalithgräber, Hügelgräber und slawische Burgwälle) reichen Landschaft. Schon früh von seinem Vater angeregt, der als Kirchenhistoriker eine Doktorarbeit über den Tod und die Bestattung von Martin Luther verfasst hatte und der sich in Mecklenburg auch mit slawischen Siedlungen beschäftigte, wurde sein Interesse an der Ur- und Frühgeschichte und Geschichte geweckt. Auch im Friderico-Francisceum, das eine kleine Sammlung archäologischer Funde besaß und dessen Direktor, Willy Brandt, der von seiner Ausbildung her Altertumswissenschaftler war, wurde sein archäologisches Interesse gefördert. Vor allem war der Deutsch- und Geschichtslehrer Gerhard Ringeling ein Kenner der heimischen Vorgeschichte und regte Hermanfrid Schubart zum Sammeln von Oberflächenfunden an. 1949 schloss er die Schule mit dem Abitur ab.

### Akademische Ausbildung
1949 begann Hermanfrid Schubart an der Universität Greifswald mit dem Studium der Geschichte, auch der Landesgeschichte Mecklenburg-Vorpommerns sowie Kunstgeschichte und Germanistik, vor allem bei dem Historiker Adolf Hofmeister, und wechselte 1951 an die Universität Leipzig, wo sein Hauptfach die Vor- und Frühgeschichte mit den Nebenfächern Geschichte und Kunstgeschichte wurde. Dort führte ihn der damalige Institutsleiter, Friedrich Behn, in Fragen der Provinzialrömischen Archäologie und des frühen Mittelalters ein, während Gerhard Mildenberger sein Lehrer vor allem der Ur- und Frühgeschichte im engeren Sinne und ihrer methodischen Fragen war und auch zahlreiche Lehrgrabungen leitete. So konnte Hermanfrid Schubart schon während seiner Studienzeit umfangreiche Grabungserfahrungen sammeln, in der Stadtkernforschung in Leipzig sowie bei Ausgrabungen in Sachsen, Sachsen-Anhalt und Mecklenburg. Am meisten prägte ihn jedoch die Grabung des Burgwalls im Teterower See unter Leitung von Wilhelm Unverzagt und Ewald Schuldt. Dort lernte er das Zeichnen von Profilen bei dem ehemaligen mecklenburgischen Denkmalpfleger Willy Bastian sowie die Dokumentation des Fundmaterials bei Adolf Hollnagel. Vor allem beeindruckte ihn jedoch Wilhelm Unverzagt durch seine Profilanalyse.

### Erste berufliche Erfahrung in Greifswald und Berlin
Nach seinem Studienabschluss 1953 in Leipzig gewann er als Assistent und Lehrbeauftragter an der Universität Greifswald seine ersten Berufserfahrungen, wobei er die örtliche Grabungsleitung verschiedener Ausgrabungen für die Bodendenkmalpflege von Mecklenburg-Vorpommern übernahm, so das eisenzeitliche Gräberfeld von Wilmshagen (Kreis Grimmen), das Megalithgrab von Carmzow (Kreis Prenzlau) und der slawische Burgwall von Behren-Lübchin (Kreis Teterow), wieder unter der Oberleitung von Wilhelm Unverzagt und Ewald Schuldt. An der Universität Greifswald wurde er am 1. Dezember 1955 mit einer Dissertation über die Frühe Bronzezeit in Mecklenburg promoviert. Wilhelm Unverzagt ermöglichte ihm ab 1957 die Anstellung an der damaligen "Deutschen Akademie der Wissenschaften zu Berlin". In dieser Zeit, in der er eng mit dem Direktor des Instituts, Wilhelm Unverzagt, zusammenarbeitete, führte er u. a. Ausgrabungen im Rahmen eines deutsch-polnischen Projekts in den bronzezeitlichen Befestigungsanlagen von Kratzeburg (Neustrelitz) und Basedow (Malchin) durch, die eine Chronologie und urbane Analyse von bis dato fast unbekannten Fundstätten ermöglichten. Andererseits arbeitete er in der gotischen Nikolaikirche (Berlin) in der Berliner Stadtkernforschung mit. Zahlreiche Auslandsreisen führten ihn bemerkenswerterweise u. a. auch nach Westdeutschland, wo er an den Ausgrabungen in Epfach (römisch und frühmittelalterlich) unter Leitung von Joachim Werner und in Neuss (römisch) unter Leitung von Harald von Petrikovits teilnahm.

### Die ersten Jahre auf der Iberischen Halbinsel
Im Jahr 1959 verließ Hermanfrid Schubart Ostdeutschland und wurde am 1. März 1959, zunächst befristet bis zum 30. September, am Deutschen Archäologischen Institut, Abteilung Madrid beschäftigt, um dort an den Ausgrabungen des damaligen Direktors und Gründers der Abteilung, Helmut Schlunk, in der spätrömischen Villa von Centcelles (Tarragona) und dem römischen Municipium Munigua (Sevilla) teilzunehmen, ab Oktober 1959 bekam er einen auf zwei Jahre befristeten Vertrag als Referent für Vor- und Frühgeschichte am selben Institut.
1960 konnte der erste Band der Madrider Mitteilungen erscheinen, der archäologischen Fachzeitschrift, die seither jährlich von der Abteilung Madrid des Deutschen Archäologischen Instituts herausgegeben wird. Der erste Redaktor dieser Zeitschrift war Hermanfrid Schubart, der diese Aufgabe bis 1980 wahrnahm. Im Vorwort zum ersten Band schrieb er: „Die Zeitschrift, die alljährlich einmal erscheinen soll, bringt Arbeiten aus dem Gebiet der klassischen Antike, der Vorgeschichte, der Kunst der Spätantike, des frühen Mittelalters und des Islam“, woran sich bis heute nichts geändert hat.
Sein erstes prähistorisches Projekt wurde 1960/61 die Untersuchung der iberischen Befestigungsanlagen des Montgó bei Denia (Alicante). Außerdem setzte er seine Bronzezeitforschungen auf der Iberischen Halbinsel fort und konnte in diesem Zusammenhang zahlreiche Museumsreisen in Spanien und Portugal durchführen, dabei war sein Augenmerk in erster Linie auf die El-Argar-Kultur gerichtet. In Portugal, wo ihn Abel Viana einlud, die bronzezeitliche Nekropole von Atalaia (Ourique, Beja) zu untersuchen, wurde daraus eine zweijährige Unternehmung (1962/63), bei der er erstmals die Anlage von Grabhügeln in einem wabenartigen System entdeckte, wodurch sich neue Erkenntnisse zu Bestattungsriten, Chronologie und Sozialstruktur in der entwickelten Bronzezeit im Süden Portugals ergaben. Über diese von ihm als Südwestbronzezeit bezeichnete Epoche verfasste er später seine Habilitationsschrift.
Durch Vermittlung von Vera Leisner lernte er 1962 in Torres Vedras Leonel Trindade kennen, der ihm großzügigerweise die Fortsetzung der Grabungen in der kupferzeitlichen Befestigungsanlage von Zambujal anbot. Die bisherigen Ausgrabungen hatten zufällig eine Folge früher Schichten freigelegt, die Möglichkeiten zur Präzisierung der Baugeschichte und der damals noch weitgehend unbekannten Kupferzeitchronologie der Iberischen Halbinsel versprachen. Er gewann Edward Sangmeister, mittlerweile Leiter des Instituts für Ur- und Frühgeschichte an der Universität Freiburg, der 1956 auf Grabungen in Vila Nova de São Pedro und Los Millares wichtige Erfahrungen mit kupferzeitlichen Befestigungen auf der Iberischen Halbinsel gesammelt hatte, als Partner in dem geplanten Grabungsprojekt. Daraus ergab sich eine sehr fruchtbare Zusammenarbeit in sechs Grabungskampagnen (1964, 1966, 1968, 1970, 1972 und 1973), an denen zahlreiche Studenten und junge Wissenschaftler nicht nur aus Freiburg, sondern vor allem auch aus Portugal und Spanien teilnahmen. Diese Grabungen hatten wie keine anderen einen nachhaltigen Einfluss auf die prähistorischen Arbeitsmethoden in Spanien und Portugal. Die Ausgrabungen erbrachten vor allem zahlreiche neue Kenntnisse der kupferzeitlichen Steinarchitektur und Chronologie, wichtige Aspekte zur Sozialstruktur und frühen Kupfermetallurgie sowie eine verfeinerte Methode der Darstellung und Auswertung komplexer Stratigraphien.
Am 18. Dezember 1963 heiratete er Inka, geborene Gloxin, mit der er im Laufe der Jahre eine große Familie mit sechs Kindern gründete.
Im Frühjahr 1964 begann Hermanfrid Schubart ein weiteres Projekt, das ebenfalls einen großen Einfluss auf die archäologische Forschung der Iberischen Halbinsel gewann, nämlich die Untersuchungen zur altpunischen, bzw. phönizischen Archäologie im Küstengebiet von Torre del Mar (Vélez-Málaga). Schon im März 1961 hatte Hans Georg Niemeyer, im Juni zusammen mit Hermanfrid Schubart, Prospektionen auf dem Cerro del Peñón durchgeführt, angeregt durch die Publikationen von Adolf Schulten zu Mainake und Maenuba, die dieser auf den beiden Ufern des Río Vélez lokalisiert hatte. Weitere Vorarbeiten waren von Manuel Pellicer Catalán in Almuñécar erfolgt. So begannen diese drei Forscher 1964 gemeinsam Grabungen auf drei Plätzen bei Torre del Mar, auf dem Cerro del Peñón (Pellicer), am Cortijo de los Toscanos (Schubart) und auf dem Cerro del Mar (Niemeyer). Aus diesen Grabungen entwickelte sich ein Großprojekt mit 11 Grabungskampagnen bis 1986. Die Ausgrabungen bei Toscanos wurden später von Hans Georg Niemeyer weitergeführt, während Hermanfrid Schubart eine weitere phönizische Siedlung an der Mündung des Río Algarrobo untersuchte, den Morro de Mezquitilla, eine phönizische Niederlassung über einer, etwa 2000 Jahre älteren, kupferzeitlichen Ansiedlung. Hinzu kamen die Untersuchungen der phönizischen Nekropolen von Trayamar in der Nähe des Morro de Mezquitilla und des Jardín in der Nähe von Toscanos sowie die Befestigungsanlagen und die Siedlung des Cerro del Alarcón. Seit 1976 kam als Grabungsleiter noch Oswaldo Arteaga hinzu, der vor allem die Grabungen auf dem Cerro del Mar weiterführte. 1974 unternahm Hermanfrid Schubart gemeinsam mit María Eugenia Aubet eine Rettungsgrabung bei Chorreras. Durch dieses Projekt bei Torre del Mar bekam die Phönizierforschung im westmediterranen Raum wesentliche neue Impulse, sowohl was die Siedlungsstrukturen anbelangt und vor allem die Lage der phönizischen Faktoreien, als auch im Hinblick auf die Chronologie und die Nekropolen.

### Große Forschungsprojekte und Institutsleitung
Seit dem 23. Januar 1967 war Hermanfrid Schubart Zweiter Direktor der Abteilung Madrid und konnte die Projekte Zambujal und Torre del Mar, die von der Zentraldirektion des Deutschen Archäologischen Instituts unter dem Titel „Prähistorische und phönizische Stadtforschung“ gefördert wurden, nicht nur erweitern, sondern begann im Jahr 1977, nach vorläufigem Abschluss der Ausgrabungen in Zambujal, ein weiteres Grabungsprojekt in Fuente Álamo (Almería) in enger Zusammenarbeit mit Oswaldo Arteaga, der eine Grabungslizenz für diesen Platz hatte. Damit wurde in der prähistorischen Siedlungsforschung die Lücke zwischen den kupferzeitlichen Befestigungsanlagen des 3. und dem Beginn eisenzeitlicher Siedlungen des 1. Jahrtausends v. Chr. gefüllt.
Wichtige Vorarbeiten hatte Hermanfrid Schubart durch seine Forschungen zur El-Argar-Kultur geleistet, auf den Spuren der Gebrüder Siret, die schon am Anfang seiner Zeit in Madrid begannen, dann besonders 1962 und 1965 mit Zeichenkampagnen in den wichtigen Museen nicht nur Spaniens, sondern u. a. auch in Brüssel und London ergänzt wurden. Die Ausgrabungen in Fuente Álamo, an denen seit 1985 auch Volker Pingel (1941–2005) leitend beteiligt war, überraschten durch ihre 10,0 m mächtige Stratigraphie, die bis auf weiteres einen neuen Standard in der Chronologie der Bronzezeit des spanischen Südostens liefert. Außerdem wurden neuartige architektonische Befunde (Grundmauern von zwei mächtigen Rechteckbauten, eine Zisterne und die Anlage von Terrassenmauern) und eine der größten argarzeitlichen Nekropolen erkannt.
Vom 3.–13. April 1979 begleitete er als Spezialist für archäologische Fragen, der gleichzeitig Spanisch und Portugiesisch beherrscht, die Reise des damaligen Bundeskanzlers Helmut Schmidt nach Südamerika.
Ab dem 1. Januar 1981 wurde Hermanfrid Schubart als Erster Direktor Leiter der Abteilung Madrid des Deutschen Archäologischen Instituts, die er bereits im September 1985 durch den Ankauf eines dritten Gebäudes ausbauen konnte.
In dieser Zeit rief er noch ein weiteres großes Projekt ins Leben, nämlich ausgehend von den Forschungen bei Torre del Mar ein interdisziplinäres, geo-archäologisches Projekt zur Küstenforschung. Waren an den früheren Grabungsprojekten schon Zoologen, Botaniker, Bodenkundler, Metallurgen und Anthropologen an speziellen Untersuchungen beteiligt, so entstand hier eine gleichwertige Zusammenarbeit von Naturwissenschaftlern und Archäologen, die Hand in Hand an der Weiterentwicklung des Projektes arbeiteten. Es begann zunächst mit Untersuchungen des Geologen Horst D. Schulz aus Kiel, später Bremen, und seinen Studenten in der Umgebung von Torre del Mar, und wurde 1985 durch die Förderung der Volkswagenstiftung zu einem großen Projekt, an dem vor allem der Prähistoriker Oswaldo Arteaga und der Geologe Gerd Hoffmann als örtliche Leiter beteiligt waren und die holozäne Küstenentwicklung ganz Andalusiens erforschten. Später wurde das Projekt auch auf Portugal im Westen und das nordkatalanische Ampurdán ausgedehnt.
Am 28. Juni 1982 wurde dem Madrider Institut die Goldmedaille für die Verdienste um die Schönen Künste (Medalla de Oro al Mérito en las Bellas Artes) verliehen, die Hermanfrid Schubart aus der Hand des spanischen Königs, Juan Carlos I. (Spanien), entgegennahm; 1992 erhielt er eine gleiche Medaille vom spanischen König für seine persönlichen Verdienste. Am 27. Januar 1989 wurde er in einem Festakt an der Universidad Autónoma de Madrid zum Doctor honoris causa ernannt. Kurz vor seiner Pensionierung wurde ihm vom Botschafter der Bundesrepublik Deutschland in Madrid mit einem feierlichen Akt das Bundesverdienstkreuz verliehen.
Am 1. August 1994 trat Hermanfrid Schubart in den Ruhestand, den er bis heute dazu nutzt, weitere Publikationen seiner zahlreichen Grabungsunternehmungen fertigzustellen. Er zog in die Nähe von Marburg. 1996 und 1999 unternahm er noch zusammen mit Volker Pingel, Oswaldo Arteaga und Michael Kunst zwei Grabungskampagnen in Fuente Álamo, womit das Projekt vorläufig abgeschlossen wurde.
Seine großen Leistungen und Verdienste um die Archäologie der vor- und frühgeschichtlichen Epochen auf der Iberischen Halbinsel werden von der Fachwelt anerkennend wahrgenommen. So wurde er 2003 in Lissabon zum Ehrenmitglied der Associacão dos Arqueólogos Portugueses ernannt, am 28. Januar 2005 erhielt er die Ehrendoktorwürde der Universität Porto und 2010 wurde ihm eine Festschrift mit sechs, seine Arbeit würdigenden Beiträgen in einem feierlichen Akt im Museum von Alicante überreicht.

## Ehrungen
- 1983: 19.4. Medalla de Honor de la Asociación Española de Amigos de la Arqueología
- 1989: 27.1. Doctor Honoris Causa der Universidad Autónoma de Madrid
- 1992: 8.6. Medalla de Oro al Mérito en las Bellas Artes, überreicht vom König Spaniens, Juan Carlos I.
- 1994: Verleihung des Bundesverdienstkreuzes 1. Klasse[9]
- 1995: Widmung einer Festschrift der Asociación Española de Amigos de la Arqueología
- 1995: Premio Andalucía de Arqueología Dr. Hermanfrid Schubart als Goldmedaille
- 2003: Ernennung zum Ehrenmitglied der Associação dos Arqueólogos Portugueses
- 2005: 28.1. Doctor Honoris Causa der Faculdade de Letras der Universidade do Porto
- 2010: Widmung einer Festschrift des Museums und der Universität von Alicante
- 2010: Benennung eines Asteroiden nach ihm: (215089) Hermanfrid.

## Schriften
Gesamtverzeichnis der Publikationen von Hermanfrid Schubart bis 1995:
- Maria Díaz Teijeiro: Apuntes biográficos y publicaciones de Hermanfrid Schubart. In: Boletín de la Asociación Española de Amigos de la Arqueología. Bd. 35, Homenaje a Hermanfrid Schubart, Madrid 1995, S. 13–22.

### Monographien
- mit Giovanni Lilliu: Frühe Randkulturen des Mittelmeerraumes. Korsika – Sardinien – Blearen – Iberische Halbinsel (= Kunst der Welt, Die Kulturen des Abendlandes). Holle, Baden-Baden 1967.
- mit Hans Georg Niemeyer: Toscanos. Die altpunische Faktorei an der Mündung des Río de Vélez (= Madrider Forschungen Bd. 6, Lieferung 1). Walter de Gruyter, Berlin 1969.
- Die Funde der älteren Bronzezeit in Mecklenburg (= Offa-Bücher. Bd. 26). Neumünster 1972, ISBN 3-529-01126-6.
- Die Kultur der Bronzezeit im Südwesten der Iberischen Halbinsel (= Madrider Forschungen. Bd. 9). Walter de Gruyter, Berlin 1975, ISBN 3-11-002339-3.
- mit Hans Georg Niemeyer: Trayamar. Die phönizischen Kammergräber und die Niederlassung an der Algarrobo-Mündung. Mit Beiträgen von Volker Pingel, Irving Scollar, Hans-Peter Uerpmann (= Madrider Beiträge. Bd. 4). Philipp von Zabern, Mainz 1975.
- mit Edward Sangmeister: Zambujal. Die Grabungen 1964 bis 1973. Mit Beiträgen von A.v.d. Driesch u. J. Boessneck, M. Hopf, G. Sperl, B. Kleinmann (= Madrider Beiträge. Bd. 5, Zambujal Teil 1). Philipp von Zabern, Mainz 1981, ISBN 3-8053-0055-7.
- mit O. Arteaga, R. Bahnemann, C. Briese, A. Dahmke, G. Hoffmann, K. P. Jordt, I. Keesmann, Gerda Maaß-Lindemann, H. G. Niemeyer, W. Rabbel, J. Schade, H. D. Schulz, H. Stümpel, W. Weber: Forschungen zur Archäologie und Geologie im Raum von Torre del Mar 1983/84 (= Madrider Beiträge. Bd. 14). Philipp von Zabern, Mainz 1988, ISBN 3-8053-0947-3.
- mit Hermann Ulreich: Die Funde der Südostspanischen Bronzezeit aus der Sammlung Siret (= Madrider Beiträge. Bd. 17).  Philipp von Zabern, Mainz 1991, ISBN 3-8053-1112-5. (Mit Beiträgen von H. Ulreich, M. Hopf, H.-J. Hundt.)
- mit Volker Pingel, Oswaldo Arteaga: Fuente Álamo Teil 1, Die Grabungen von 1977 bis 1991 in einer bronzezeitlichen Höhensiedlung Andalusiens (= Madrider Beiträge. Bd. 25).  Philipp von Zabern, Mainz 2001, ISBN 3-8053-2453-7. (Mit Beiträgen von H. G. Bachmann, P. Cressier, L. Delgado Castilla, A. von den Driesch, I. Flores Escobosa, M. García Sánchez, M. Kunter, C. Liesau, H. Manhart, R. Pozo Marín, I. Mª Rueda Cruz, H. Siret, L. Siret und H.-P. Stika.)
- mit Thomas X. Schuhmacher: Fuente Álamo Teil 4. Die Siedlungskeramik der Grabungen 1985-1991, Stratigraphisch geordnete Keramik der El Argar-Zeit aus den Grabungen 1977-1982 (= Iberia Archaeologica. Bd. 4). Philipp von Zabern, Mainz 2003, ISBN 3-8053-3242-4.
- Fuente Álamo. D die Grabungen am Südhang der bronzezeitlichen Höhensiedlung: die El Argar-Zeit (= Madrider Beiträge. Bd. 40). Reichert, Wiesbaden 2019, ISBN 978-3-95490-391-7.

### Ausgewählte Aufsätze
- Fibeln der älteren Eisenzeit von Quitzenow, Kreis Teterow. In: Jahrbuch für Bodendenkmalpflege in Mecklenburg 1953, S. 57–68.
- Eine Steinkammer von Carmzow, Kreis Prenzlau. In: Bodendenkmalpflege in Mecklenburg, Jahrbuch 1956, Schwerin 1958, S. 18–27.
- Jungbronzezeitliche Burgwälle in Mecklenburg. In: Praehistorische Zeitschrift 39, 1961, S. 143–175.
- Untersuchungen an den iberischen Befestigungen des Montgó bei Denia (Prov. Alicante). In: Madrider Mitteilungen 4, 1963, S. 51–85 Abb. 7–30.
- Neue Radiocarbon-Daten zur Vor- und Frühgeschichte der Iberischen Halbinsel. In: Madrider Mitteilungen 6, 1965, 1966, S. 11–19.
- Westphönizische Teller. In: Rivista di Studi Fenici IV, 2, Rom 1976, S. 179–196 und Abb. 1–3, Taf. 25–34.
- mit Volker Pingel, Oswaldo Arteaga, Michael Kunst: Fuente Álamo. Vorbericht über die Grabung 1996 in der bronzezeitlichen Höhensiedlung. In: Madrider Mitteilungen 39, 1998, S. 14–34, Taf. 1–6.
- mit Volker Pingel, Oswaldo Arteaga, Anna-Maria Roos, Michael Kunst: Fuente Álamo. Vorbericht über die Grabung 1999 in der bronzezeitlichen Höhensiedlung. In: Madrider Mitteilungen 42, 2001, S. 33–81, Taf. 3–6.